# دایسوکه واتابه
دایسوکه واتابه (انگلیسی: Daisuke Watabe؛ زادهٔ ۱۹ آوریل ۱۹۸۹) بازیکن فوتبال اهل ژاپن است.